# المادة 12 من دستور سنغافورة

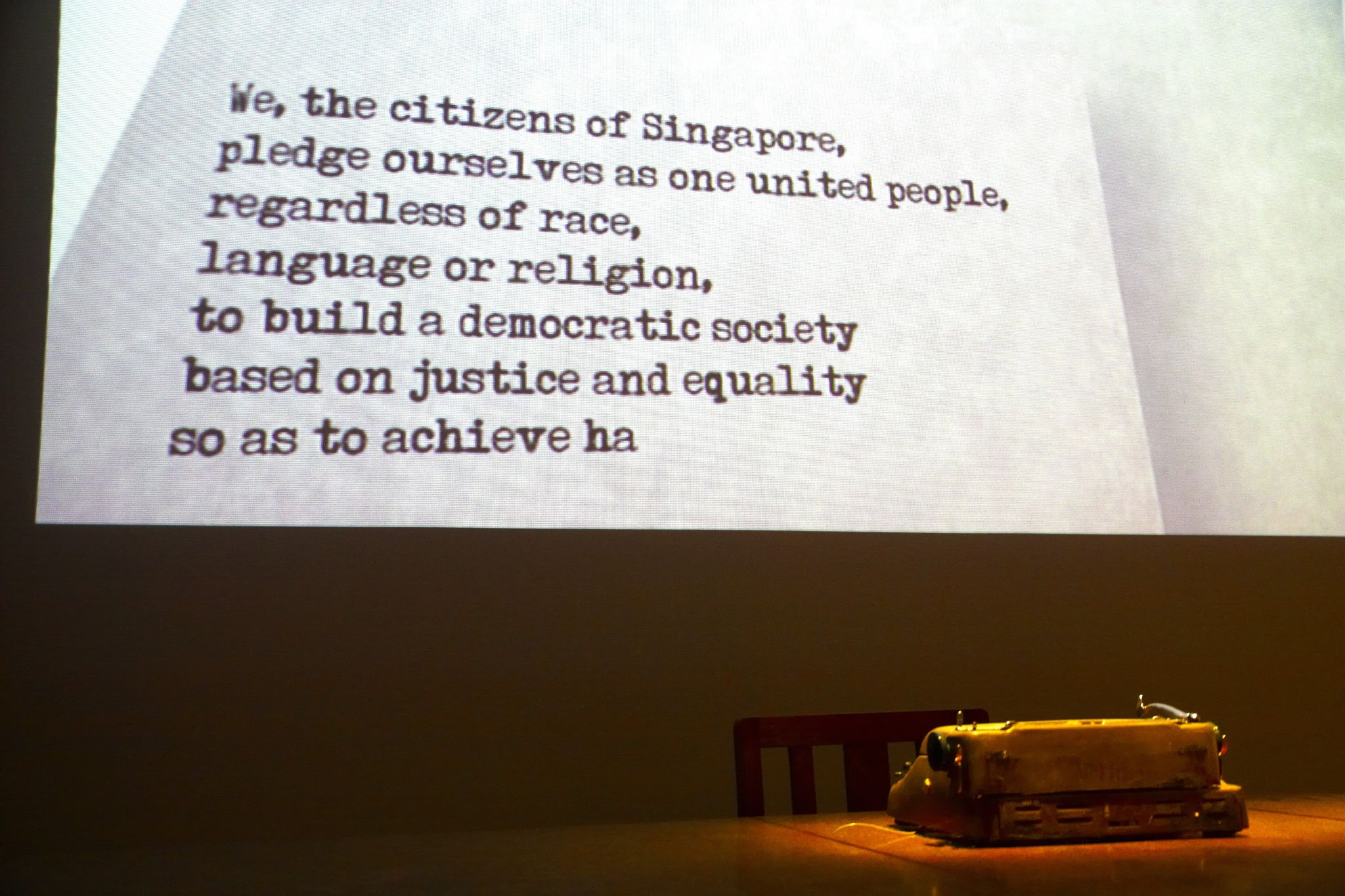

تضمن المادة 12 من دستور جمهورية سنغافورة المساواة والحماية بين جميع الناس أمام القانون. يحدد القانون أيضًا أربعة تصنيفات ممنوعة: الدين والعرق والنسب ومحل الولادة، ويتعين على الشعب السنغافوري عدم التمييز بين بعضهم بناءً على تلك التصنيفات. على سبيل المثال، يُحظر على الناس التمييز بناءً على تلك التصنيفات خلال التوظيف في مكتب أو وظيفة حكومية أو في إدارة أي قانون يتعلق بتأسيس أو ممارسة أي تجارة أو عمل أو مهنة أو وظيفة.
الأفراد غير القادرين على إثبات انطباق القانون عليهم يمكنهم مناقشة كونهم تابعين لجماعة أو طائفة محددة بموجب قانون معين ينتهك الضمان العام للمساواة والحماية المتساوية. لإتمام ذلك، على أولئك الأفراد إثبات أن التصنيف المستخدم في ذلك القانون المعين يفشل في "اختبار الصلة المعقولة"، والذي هو اختبار يتكون من ثلاثة مراحل موضوع من قبل المحكمة. تشمل المرحلة الأولى من الاختبار التأكد فيما إذا كان القانون يميز ما بين الأفراد أم لا. في المرحلة الثانية، تضع المحكمة في عين الاعتبار فيما إذا كان ذلك التمييز قائمًا على سمة واضحة ومختلفة. ثالثًا وأخيرًا، يجب على الأساس الذي بُني عليه التمييز الارتباط بشكل معقول مع القانون التشريعي. مع ذلك، يبقى هذا الاختبار غير مضمون لأنه يمكن للتصنيف أن ينجح في الاختبار رغم كونه غير شرعي في حد ذاته. إن هذا الاختبار المطبق في سنغافورة يتعامل مع التصنيفات الشاملة وغير الشاملة للأفراد. يمكن أن تلتف المحاكم لتطبيق مناهج أخرى بخصوص القضية المطروحة، مثل نظام التدقيق ثلاثي المستويات المطبق في الولايات المتحدة، وتحليل التناسب المطبق في المملكة المتحدة على مجالات مختلفة من قانون حقوق الإنسان أو نهج المعقولية الذي يتخذه بعض القضاة في ماليزيا والهند.
لا يعمل اختبار الصلة المعقولة إذ يعامل القانون التشريعي كل الناس على أنهم سواسية، ولكنه مفيد في الحالات التي طُبّق القانون فيها بشكل يُعرض أفراد من المجتمع للتمييز. بدلًا من ذلك، يُستخدم قانون الصلة المعقولة الذي يتطلب من المحكمة النظر في حال وجود صلة بين الإجراءات التي تتخذها الدولة وبين القانون. لا يمكن استخدام الاختبار في حال كان الإجراء المتخذ قائمًا على تمييز مقصود أو تعسفي أو منهجي متعمد. ولا يكفي أن تكون اللا مساواة ناتجة عن قلة أو عدم الكفاءة إلا إذا كانت واقعة على نطاق واسع بين الأفراد. إضافةً إلى أن أوجه عدم المساواة التي تنشأ عن سياسة إدارية منطقية أو مجرد خطأ بسيط في الحكم تكفي لتشكل انتهاكًا للمادة 12 من الدستور.

## انتقادات

### أهداف تشريعية غير معقولة
في حالة الحماية ضد التمييز، تجب إعادة النظر مرارًا وتكرارًا في نتيجة الاختبار قبل الحكم بشكل منطقي على التصنيف. عندما لا يُصرَّح بغرض القانون، فإنه يجوز للمحكمة أن تقرر عدم وجود أي غرض له. على فرض وجود غرض ما من هذا القانون ولكن رُفض البحث حول ماهيته أو شوِّش عليه، عندما يكون الغرض من القانون منصوصًا عليه بشكل صريح، يجوز للمحكمة إما قبوله بشكل إسمي، أو الطعن في قرار السلطة التشريعية والنظر خلف الغرض المصرح به لتحديد ماهية الغرض الحقيقي. في الحالة الأخيرة، كل ما يهم هو الطابع التمييزي للقانون.